# Sterilisering (mikrobiologi)

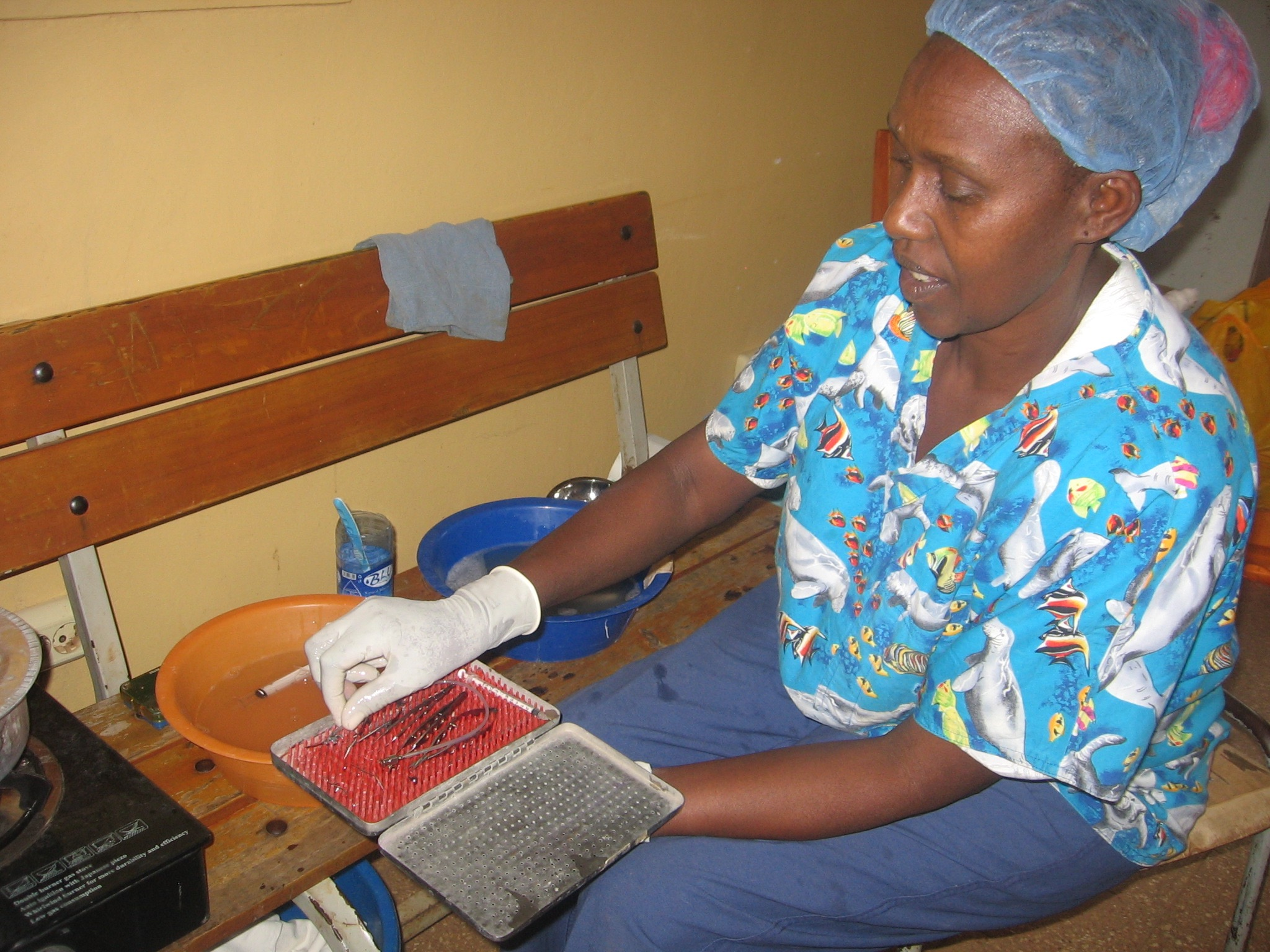
Sterilisering av medicinsk utrustning i Etiopien.

Sterilisering är en åtgärd varigenom ett föremål befrias från mikroorganismer, såväl patogena (sjukdomsalstrande) som icke-patogena. När åtgärden innebär att endast patogena mikroorganismer tas bort, kallas den desinfektion.
Sterilisering genom hastig avbränning kallas flambering.

## Hetluft/Ånga
Het luft är ett bland de effektivaste sterilisationsmedel som finns, eftersom det verkar på sporfria och sporbärande mikroorganismer.
Ytligt belägna sporfria bakterier dödas vid 90–95 °C inom 15 minuter, om luften har en fuktighetshalt av minst 60 % relativ fuktighet. Ohyra och dess ägg dödas av 60 °C het luft på 30 min. Eftersom het luft intränger långsamt i föremålen, tar metoden lång tid (ända upp till 24 timmar, alltefter föremålens art).
Strömmande ånga av 100 °C dödar mjältbrandssporer i regel inom 5 minuter, sporfria bakterier på 1 minut. Kokande vatten på 100 °C har ungefär samma verkan som strömmande ånga i samma temperatur. Sporfria bakterier, däribland en del patogena, dödas genom upphettning i vatten, mjölk eller liknande vätskor vid 65 °C, under 15–30 minuter, vid 80 °C inom någon minut. Processen varvid sporfria bakterier dödas i mjölk, benämns pastörisering.
Ytterligare sätt att sterilisera är med hjälp av en autoklav där föremålet som ska steriliseras placeras i en tryckkammare. Mättad ånga förs in under tryck, uppvärmning av godset sker genom att vattenångan avger sin värmeenergi till de ytor på vilka den kondenserar, denna kondensation fortsätter till dess att hela godsmassan nått ångans egen temperatur, exempelvis 134 °C i 3 minuter, och dödar allt levande, inklusive sporer, i behållaren.

## Elektromagnetisk strålning
Ultraviolett ljus kan användas som sterilisationsmedel. En tillämpning är ersättning för klor vid vattenrening.